# Extração de petróleo de xisto

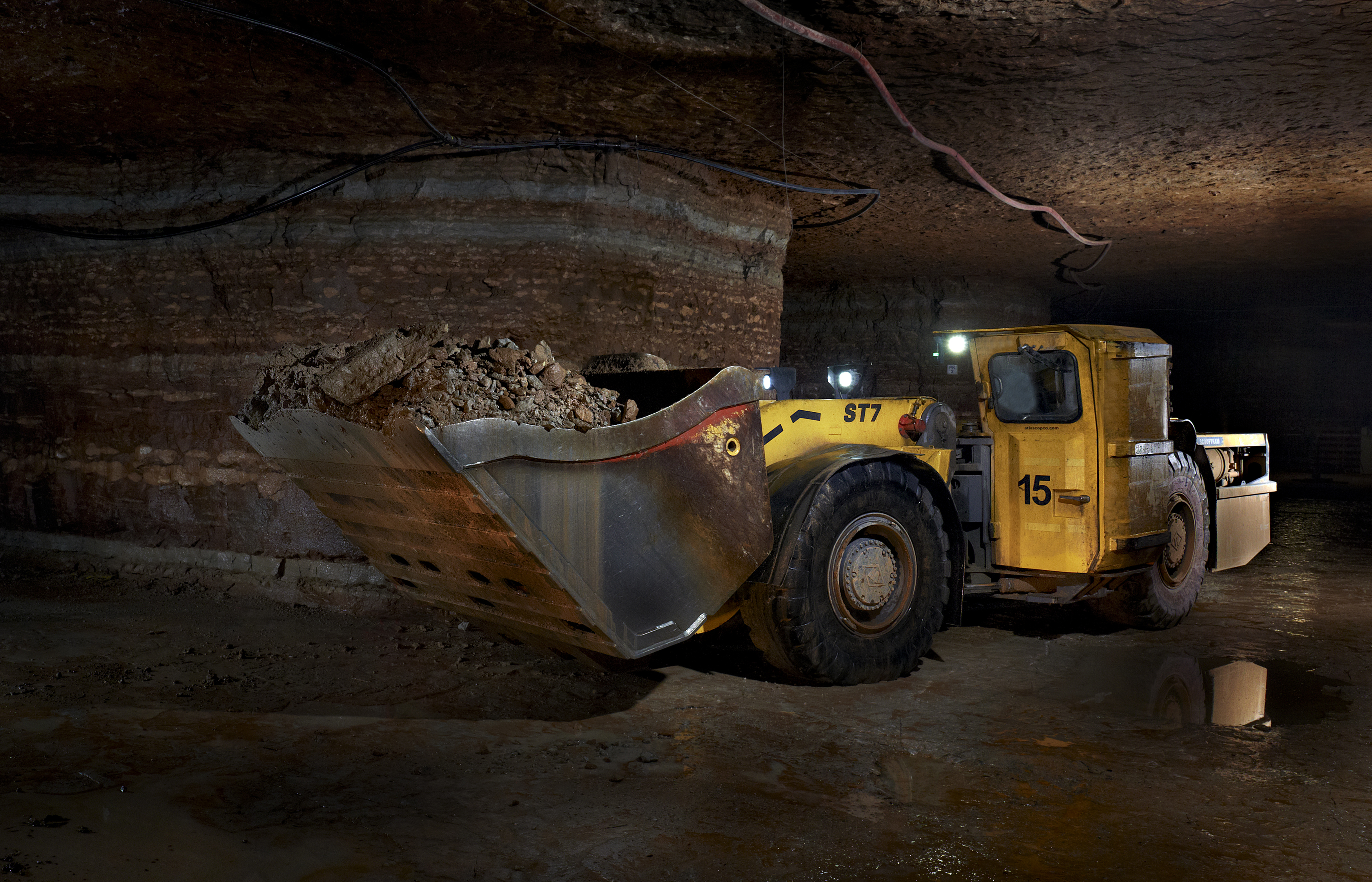
Pá carregadeira subterrânea Atlas Copco Scooptram ST7 para a extração de xisto betuminoso na mina VKG Ojamaa, condado de Ida-Viru, Estônia.

A extração de petróleo de xisto é um processo industrial de novas tecnologias usadas para a sua produção. Este processo converte querogênio em petróleo de xisto dentro deste recurso a partir da pirólise, hidrogenação ou dissolução térmica. O resultado  é o xisto betuminoso transformado em gasolina ou transformar-lo em recurso para as refinarias petrolíferas com a adição de hidrogênio e a remoção de impurezas de nitrogênio e enxofre.
A Extração de petróleo de xisto é normalmente realizada acima do solo (em um processo chamado de in situ) pela mineração do xisto betuminoso e, em seguida, tratando-o em fábrica de produtos químicos de instalações de processamento. Outras tecnologias modernas executar o processamento de metro (no local ou in situ de processamento) pela aplicação de calor e extração do óleo através do óleo.
A mais antiga descrição de processo industrial remonta ao século X. Em 1684, Grã-Bretanha concedeu a patente primeiro processo formal de extração. As indústrias de extração e inovações tornou-se difundido durante o século XIX. A indústria encolheu em meados do século XX após a descoberta de grandes reservas de petróleo convencional, mas de alta do aumento do preço do petróleo desde 2004 de juros no início do século XXI levaram a renovada , acompanhado pelo desenvolvimento e teste de novas tecnologias.
A partir de 2010, as principais indústrias de extração de longa data estão operando em Estónia, Brasil e China. Sua viabilidade econômica geralmente requer uma falta de petróleo bruto disponível localmente. As questões nacionais da segurança energética também desempenharam um papel no seu desenvolvimento. Os críticos da extração do petróleo de xisto colocam questões sobre a gestão ambiental , tais como eliminação de resíduos, uso da água extensa, gestão da água, resíduos e poluição do ar.